# Catadelphus arrogator
Catadelphus arrogator är en stekelart som först beskrevs av Fabricius 1781.  Catadelphus arrogator ingår i släktet Catadelphus och familjen brokparasitsteklar. Inga underarter finns listade.